# 過海隧道巴士369線
已停辦的過海巴士路線369，由九巴獨營，只在星期一至六早上繁忙時間由天瑞邨單向開往上環，途經朗屏、大老山隧道、東區海底隧道、灣仔、金鐘及中環。

## 歷史
地下鐵路荃灣綫（旺角站至中環站段）在1991至93年達至飽和，平日早上上班繁忙時間相當擠擁，乘客難以登上列車，除了提倡「彈性上班時間」，和增設使用該路段的車資附加費外，運輸署批准巴士公司開辦分別由九龍和新界前往香港島的「晨早特別線」，以舒緩有關路段的擠迫情況，有關路線由1991年起陸續開辦。
本線於1994年5月31日投入服務，由九巴獨自經營，成為繼368線後元朗區第二條專利過海巴士路線，亦是新界西第二條（亦是最後一條）東隧常規專利過海巴士路線和繼269C線後第三條途經大老山隧道的專利巴士路線，以及繼該線和373線後東隧第三條以獨營方式運作的專利過海巴士路線，由當時新開發的天水圍新市鎮單向前往上環，主要為天瑞邨、天耀邨、嘉湖山莊賞湖居及樂湖居和元朗朗屏邨的居民服務。每個服務日祇提供一班車，逾時不候，若乘客錯過了，需到嘉湖山莊樂湖居選乘「嘉湖山莊專線」903R線，惟非住客沒有先登車的權利。
本線刻意取道新界環迴公路和大老山隧道，駛經新界東、九龍東和東隧前往香港島，避免受當時經常出現大擠塞的屯門公路、西九龍走廊和紅磡海底隧道影響行車，貫徹「晨早特別線」的使命；全程跨越9個地區，亦成為全港路程最長的專利巴士路線。但缺點是容易受到大老山隧道和東區走廊經常塞車之麻煩而引起延誤。
1998年5月底，貫通新界西元朗和香港島西營盤的3號幹線隨大欖隧道啟用而正式全面通車，途經西區海底隧道往返元朗、天水圍及銅鑼灣的968和969線也隨即改經大欖隧道。由於兩線在行車時間和收費上佔優，在天水圍、元朗和香港島的覆蓋亦較廣，來往新界西元朗、天水圍和香港島兩地的乘客很快便捨本線和903R線而去。經過近4個月時間，九巴決定放棄經營本線，並與368線於同年9月21日永久取消；自此之後，新界西再沒有任何途經東隧的常規專利過海巴士路線，也再沒有任何途經大老山隧道的常規專利巴士路線。
本線停止服務以後，元朗朗屏邨居民需用行人天橋步行到元朗（西）巴士總站乘坐968線前往中上環，直至2017年11月13日968A線投入服務為止。

## 行車路線
此路線的官方全程行車里數為65.1公里，行車時間約為160分鐘。（平均行車時速約為24.4公里）

經：天瑞路、天湖路、天耀路、天褔路、朗天路、水邊圍交匯處、宏達路、朗業街、朗日路、青山公路、新田公路、粉嶺公路、吐露港公路、大老山公路、大老山隧道、觀塘繞道、鯉魚門道、東區海底隧道、東區走廊、維園道、告士打道、夏慤道、紅棉路、金鐘道及德輔道中。
（車長可因應交通情況，於駛至大老山公路後改行小瀝源路，經巴士專線駛上大老山隧道。）

### 沿線車站
| 1                                          | 天瑞巴士總站         | 天瑞巴士總站 |
| 2                                          | 天水圍公園           | 天瑞路       |
| 3                                          | 天耀邨耀盛樓         | 天湖路       |
| 4                                          | 天耀邨耀民樓         | 天耀路       |
| 5                                          | 天祐苑               | 天褔路       |
| 朗天路、水邊圍交匯處                       |                      |              |
| 6                                          | 鳳池村               | 宏達路       |
| 7                                          | 朗屏邨悅屏樓         | 宏達路       |
| 新田公路；粉嶺公路、吐露港公路；大老山公路 |                      |              |
| 8                                          | 大老山隧道收費廣場   | 大老山公路   |
| 大老山隧道、觀塘繞道                       |                      |              |
| 9                                          | 東區海底隧道收費廣場 | 東區海底隧道 |
| 東區海底隧道；東區走廊；維園道             |                      |              |
| 10                                         | 舊灣仔警署           | 告士打道     |
| 11                                         | 分域街               | 告士打道     |
| 12                                         | 海富中心             | 夏慤道       |
| 13                                         | 匯豐銀行總行         | 德輔道中     |
| 14                                         | 中環街市             | 德輔道中     |
| 15                                         | 永吉街               | 德輔道中     |

所有幹線編號為第二代編號，並非今天編號